# Fabrice Abriel
Fabrice Abriel, né le 6 juillet 1979 à Suresnes en France, est un footballeur devenu entraîneur français.
Pendant sa carrière de joueur, il évolue au poste de milieu relayeur dans plusieurs clubs français, notamment le Paris Saint-Germain, son club formateur, puis Amiens, Guingamp, Lorient, l'Olympique de Marseille, l'OGC Nice et enfin Valenciennes.
Il se reconvertit comme entraîneur à partir de 2015. Il est nommé en 2024 entraîneur de l'équipe féminine du Paris Saint-Germain jusqu’en mai 2025.

## Biographie

### Des débuts difficiles (2000-2004)
D'ascendance réunionnaise, Fabrice Abriel est formé au Paris Saint-Germain, où il joue son premier match pro le 8 janvier 2000 en remplaçant le capitaine Ali Benarbia lors d'un match de coupe de la ligue face à l'US Créteil puis son premier match de Ligue 1 à Bordeaux huit jours plus tard en entrant en jeu à la place Laurent Robert. Le PSG termine second du championnat de France derrière l'AS Monaco. Il évolue en 2024 en tant que joueur vétéran dans son club formateur, le PSG, en Régional 1.
Mais avec un temps de jeu presque néant (seulement quatre matchs entre 1999 et 2001), il est prêté en Suisse au Servette FC pour six mois où il joue seulement cinq matchs puis au Amiens SC en Ligue 2 lors de la saison 2001-2002. Il marque le premier but de sa carrière face à l'AS St Etienne le 8 septembre 2001.
Fort de ses quarante-trois matchs avec le club, il s'engage définitivement au Amiens SC à la fin de son prêt. Il y reste deux saisons supplémentaires et totalise quatre-vingt-sept matchs pour douze buts. Il est récompensé lors de sa dernière saison au club en étant nommé dans l'équipe type de Ligue 2.

### En Avant de Guingamp puis FC Lorient (2004-2009)
Alors qu'un accord de principe avait été trouvé avec l'OGC Nice, Fabrice Abriel décide finalement de rejoindre l'En Avant de Guingamp. Après trois saisons et cent-trente matchs sous les couleurs d'Amiens, c'est avec l'espoir de connaitre les joies de la montée en Ligue 1 qu'il rejoint son nouveau club. Il joue son premier match avec Guingamp le 6 août 2004 en tant que titulaire contre le FC Gueugnon puis marque son premier but la semaine suivante contre Le Havre AC. Il trouve rapidement sa place dans l'effectif breton en devenant un titulaire indiscutable. Cependant, après deux saisons passées en Bretagne, il ne connaîtra pas la remontée. 
En dépit de l'échec vécu avec Guingamp, il est contacté en 2006 par Christian Gourcuff, qui le suivait depuis quelques années et lui propose de venir découvrir à la Ligue 1 à 27 ans, sous les couleurs du FC Lorient. Il joue son premier match avec les merlus face à son club formateur le 5 août 2006 au Parc des Princes. Il marque son premier but le 27 janvier 2007, en déplacement au FC Nantes lors d'une victoire deux buts à zéro lors de la 22e journée de Ligue 1.
Fabrice Abriel devient peu à peu l'un des éléments-clé du dispositif lorientais, ce qui lui vaut d'être élu deux fois de suite Merlu d'or par le public lorientais en 2007 et 2008, récompensant le meilleur joueur du club.

### Olympique de Marseille (2009-2011)

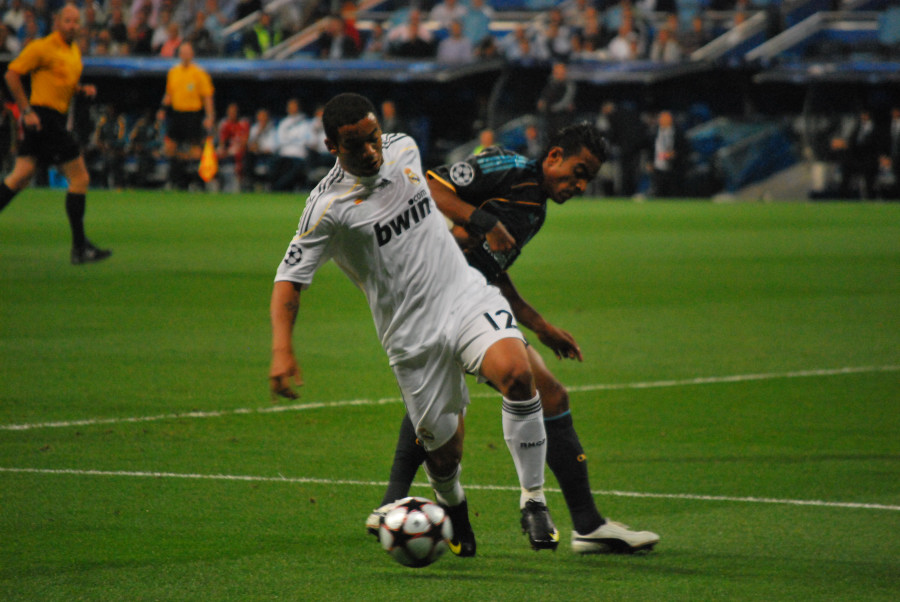
Fabrice Abriel (en noir) à la lutte avec Marcelo lors du match Real Madrid-Olympique de Marseille en Ligue des champions 2009-2010.

Souvent décrit comme un travailleur de l'ombre, cette qualité fait de lui une des valeurs sûres de la Ligue 1. En juillet 2009, il est en contact avancé avec l'AS Nancy-Lorraine mais décide finalement de rejoindre l'Olympique de Marseille en signant un contrat de trois ans pour un montant de 2,5 M€. Le 8 août, il participe à son premier match sous ses nouvelles couleurs contre le Grenoble Foot 38 lors de la première journée de Ligue 1 en tant que titulaire lors d'une victoire deux buts à zéro à la suite de la blessure de Lucho González. Le mercredi 30 septembre 2009, il joue pour la première fois un match de Ligue des champions face au Real Madrid au Stade Santiago Bernabéu (3-0). Il marque son premier but sous le maillot de l'OM le 17 octobre 2009 lors du match face à l'AS Nancy comptant pour la 9e journée de championnat lors d'une victoire trois buts à zéro. Le 3 novembre suivant, il inscrit son premier but en Ligue des champions lors du match de poules face au FC Zurich à la 11e minute de jeu lors d'une large victoire olympienne six buts à un. À la suite de la 36e journée jouée au Stade Vélodrome contre le Stade rennais, l'OM est sacré champion de France 2010 après avoir remporté la coupe de la ligue quelques mois plus tôt en entrant en jeu en fin de match à la place de Lucho González. Il remporte le Trophée du joueur du mois UNFP de Ligue 1 en novembre 2009.
Il commence la saison suivante en regardant l'OM remporter le Trophée des champions 2010 depuis le banc des remplaçants. Le reste de la saison, il joue moins que la saison précédente et n'est titularisé qu'à sept reprises dont quatre en championnat. Il remporte tout de même la coupe de la ligue en entrant en jeu à quelques minutes du coup de sifflet final.

### OGC Nice puis Valenciennes FC (2011-2015)
Laissé libre par l'Olympique de Marseille, il signe un contrat de trois ans en faveur de l'OGC Nice le 4 août 2011. Mais Fabrice Abriel ne fait pas la préparation physique d'avant saison avec son nouveau club. Pour sa première saison, entre sa méforme personnelle et les mauvais résultats d'une équipe qui ne fonctionne pas avec Éric Roy puis René Marsiglia, il est loin de son meilleur niveau et signe des prestations jugées insuffisantes par les supporteurs niçois, malgré une place de titulaire quasi systématique. Malgré un beau parcours en coupe de la Ligue, éliminé aux portes de la finale, Nice termine à la 17e place et premier non-relégable en se sauvant lors de la dernière journée.
Lors de la saison qui suit, il retrouve ses qualités de relayeur au centre du terrain et participe aux bons résultats de la jeune équipe mise en place par le nouvel entraîneur Claude Puel, qui compte sur lui en tant qu'homme d'expérience, à l'instar de Camel Meriem. Lors de la 12e journée de Ligue 1 contre l'Olympique de Marseille, terminé sur un match nul deux partout, il marque le deuxième but égalisateur à la 88e minute d'un retourné spectaculaire. C'est son premier but avec le club azuréen.
À la fin de la saison 2013-2014, il est laissé libre par l'OGC Nice. Le 23 juillet 2014, il signe en faveur du Valenciennes FC, qui évolue Ligue 2. Il est titularisé dès la première journée de Ligue 2 face au Gazélec Ajaccio. Régulièrement titulaire, il apporte son expertise à une équipe qui signe son maintien tardivement et termine à la 16e place du championnat.  
Le 9 septembre 2015, et n'ayant toujours pas joué une seule minute de jeu, il rompt d'un commun accord avec le club son contrat qui les liait jusqu'en 2016. Peu de temps après, Fabrice Abriel rejoint l'équipe de France militaire pour jouer la coupe du monde militaire 2015 en Corée du Sud puis la Coupe de l'Emir au Qatar en 2016.

## Reconversion

### Entraîneur
À partir de septembre 2015, alors qu'il prépare ses diplômes d'entraîneur, il devient l'adjoint de Fabien Flore au club d'Escaudain qui évolue en Promotion d'honneur (D8). En janvier 2016, il rejoint le club de Aulnoye qui évolue en CFA 2 (5e division française), toujours en tant qu'entraîneur adjoint aux côtés de Simon Raux.  
Diplômé en juin 2016, il rejoint le FC Gobelins, club parisien évoluant en division d'honneur (D6), comme adjoint. Le club termine second de sa poule et accède à la division supérieure. Cependant il quitte le club au terme d'une saison durant laquelle il est également sélectionneur adjoint de l'équipe de France militaire. En mai 2017, il est nommé entraîneur adjoint de l'AS Poissy. 
En 2018, il rejoint le staff du centre de formation de l'Amiens SC. En novembre 2020, il est nommé entraîneur adjoint des féminines du FC Fleury 91 et découvre ainsi le football féminin,. Il a notamment pour rôle d'animer les séances d'entraînement. En mai 2021, il est promu au poste de numéro 1 pour plusieurs saisons et commence une carrière d'entraîneur professionnel. Le 6 avril 2023, Fabrice Abriel intègre la promotion 2023-2024 du Brevet d'entraîneur professionnel de football. En 2024 sous son entraînement, le FC Fleury 91 atteint la finale de la Coupe de France féminine qui se soldera par une défaite au plus petit score face au Paris Saint Germain féminine.
En 2024, il évolue en tant que joueur vétéran en R1 et est nommé au poste d'entraîneur de l’équipe féminine du Paris Saint-Germain. Un contrat signé jusqu'en juin 2026.
Après une défaite en finale de la Coupe de France face au Paris FC, il est mis à pied puis démis de ses fonctions le 5 mai 2025. Sa saison à la tête de l’équipe a été particulièrement critiquée par les supporters et difficilement vécue par une grande partie de ses joueuses.

### Consultant
En août 2016, il rejoint SFR Sport, pour commenter la Premier League, notamment aux côtés de Jérôme Sillon.

## Statistiques
| Saison                | Club                   | Championnat           | Championnat | Championnat | Championnat | Coupe nationale | Coupe nationale | Coupe nationale | Coupe de la Ligue | Coupe de la Ligue | Coupe de la Ligue | Compétition(s) continentale(s) | Compétition(s) continentale(s) | Compétition(s) continentale(s) | Compétition(s) continentale(s) | Total | Total | Total |
| Saison                | Club                   | Division              | M.          | B.          | P.d.        | M.              | B.              | P.d.            | M.                | B.                | P.d.              | Comp.                          | M.                             | B.                             | P.d.                           | M.    | B.    | P.d.  |
| 1999-2000             | Paris Saint-Germain    | Division 1            | 1           | 0           | 0           | 1               | 0               | 0               | 1                 | 0                 | 0                 | -                              | -                              | -                              | -                              | 3     | 0     | 0     |
| 2000-2001             | Paris Saint-Germain    | Division 1            | 1           | 0           | 0           | -               | -               | -               | -                 | -                 | -                 | C1                             | -                              | -                              | -                              | 1     | 0     | 0     |
| 2001-2002             | Paris Saint-Germain    | Division 1            | -           | -           | -           | -               | -               | -               | -                 | -                 | -                 | CI+C3                          | 1+0                            | 0+0                            | 0+0                            | 1     | 0     | 0     |
| Sous-total            | Sous-total             | Sous-total            | 2           | 0           | 0           | 1               | 0               | 0               | 1                 | 0                 | 0                 | -                              | 1                              | 0                              | 0                              | 5     | 0     | 0     |
| 2000-2001             | Servette FC (prêt)     | Ligue nationale A     | 5           | 0           | 0           | 2               | 0               | 0               | -                 | -                 | -                 | -                              | -                              | -                              | -                              | 7     | 0     | 0     |
| 2001-2002             | Amiens SC (prêt)       | Division 2            | 37          | 4           | 0           | 3               | 0               | 0               | 3                 | 0                 | 0                 | -                              | -                              | -                              | -                              | 43    | 4     | 0     |
| 2002-2003             | Amiens SC              | Ligue 2               | 36          | 3           | 0           | 2               | 0               | 0               | 1                 | 0                 | 0                 | -                              | -                              | -                              | -                              | 39    | 3     | 0     |
| 2003-2004             | Amiens SC              | Ligue 2               | 37          | 7           | 0           | 5               | 1               | 0               | 1                 | 0                 | 0                 | -                              | -                              | -                              | -                              | 43    | 8     | 0     |
| 2004-2005             | Amiens SC              | Ligue 2               | 5           | 1           | 0           | -               | -               | -               | -                 | -                 | -                 | -                              | -                              | -                              | -                              | 5     | 1     | 0     |
| Sous-total            | Sous-total             | Sous-total            | 115         | 15          | 0           | 10              | 1               | 0               | 5                 | 0                 | 0                 | -                              | 0                              | 0                              | 0                              | 130   | 16    | 0     |
| 2004-2005             | EA Guingamp            | Ligue 2               | 31          | 3           | 0           | 2               | 0               | 0               | 3                 | 0                 | 0                 | -                              | -                              | -                              | -                              | 36    | 3     | 0     |
| 2005-2006             | EA Guingamp            | Ligue 2               | 38          | 5           | 0           | 1               | 0               | 0               | 4                 | 0                 | 0                 | -                              | -                              | -                              | -                              | 43    | 5     | 0     |
| Sous-total            | Sous-total             | Sous-total            | 69          | 8           | 0           | 3               | 0               | 0               | 7                 | 0                 | 0                 | -                              | 0                              | 0                              | 0                              | 79    | 8     | 0     |
| 2006-2007             | FC Lorient             | Ligue 1               | 38          | 1           | 0           | 1               | 0               | 0               | 1                 | 0                 | 0                 | -                              | -                              | -                              | -                              | 40    | 1     | 0     |
| 2007-2008             | FC Lorient             | Ligue 1               | 38          | 2           | 2           | 2               | 2               | 0               | 1                 | 0                 | 0                 | -                              | -                              | -                              | -                              | 41    | 4     | 2     |
| 2008-2009             | FC Lorient             | Ligue 1               | 35          | 7           | 4           | 3               | 0               | 0               | 1                 | 0                 | 0                 | -                              | -                              | -                              | -                              | 39    | 7     | 4     |
| Sous-total            | Sous-total             | Sous-total            | 111         | 10          | 6           | 6               | 2               | 0               | 3                 | 0                 | 0                 | -                              | 0                              | 0                              | 0                              | 120   | 12    | 6     |
| 2009-2010             | Olympique de Marseille | Ligue 1               | 32          | 1           | 5           | 2               | 0               | 1               | 4                 | 0                 | 1                 | C1+C3                          | 5+4                            | 1+0                            | 0+0                            | 47    | 2     | 7     |
| 2010-2011             | Olympique de Marseille | Ligue 1               | 22          | 0           | 0           | 1               | 0               | 0               | 3                 | 0                 | 0                 | C1                             | 3                              | 0                              | 0                              | 29    | 0     | 0     |
| Sous-total            | Sous-total             | Sous-total            | 54          | 1           | 5           | 3               | 0               | 1               | 7                 | 0                 | 1                 | -                              | 12                             | 1                              | 0                              | 76    | 2     | 7     |
| 2011-2012             | OGC Nice               | Ligue 1               | 27          | 0           | 2           | 2               | 0               | 0               | 4                 | 0                 | 0                 | -                              | -                              | -                              | -                              | 33    | 0     | 2     |
| 2012-2013             | OGC Nice               | Ligue 1               | 28          | 1           | 2           | 1               | 0               | 0               | 3                 | 0                 | 0                 | -                              | -                              | -                              | -                              | 32    | 1     | 2     |
| 2013-2014             | OGC Nice               | Ligue 1               | 25          | 0           | 1           | 2               | 1               | 0               | 2                 | 0                 | 0                 | C3                             | -                              | -                              | -                              | 29    | 1     | 1     |
| Sous-total            | Sous-total             | Sous-total            | 80          | 1           | 5           | 5               | 1               | 0               | 9                 | 0                 | 0                 | -                              | 0                              | 0                              | 0                              | 94    | 2     | 5     |
| 2014-2015             | Valenciennes FC        | Ligue 2               | 25          | 0           | 2           | 3               | 0               | 1               | -                 | -                 | -                 | -                              | -                              | -                              | -                              | 28    | 0     | 3     |
| Total sur la carrière | Total sur la carrière  | Total sur la carrière | 461         | 35          | 18          | 33              | 4               | 2               | 32                | 0                 | 1                 | -                              | 13                             | 1                              | 0                              | 539   | 40    | 21    |

## Palmarès

### En club
Fabrice Abriel remporte le premier titre de sa carrière avec son club formateur, le Paris Saint-Germain avec la Coupe Intertoto en 2001 et vice-champion de France en 2000.
C'est ensuite avec l'Olympique de Marseille, qu'il est champion de France en 2010 et vice-champion en 2011. Il remporte également la coupe de la ligue à deux reprises en 2010 et 2011 mais ne rentre pas en jeu lors du Trophée des champions 2010 remporté par l'OM.

### Distinctions personnelles
Sur le plan individuel, il est élu Merlu d'or, récompensant le meilleur joueur de la saison et décerné par les supporters du FC Lorient en 2007 et 2008. Il remporte également le Trophée du joueur du mois UNFP de Ligue 1 en novembre 2009 alors qu'il joue à l'Olympique de Marseille.

## Record
Il a le record du nombre de matchs consécutifs en Ligue 1 pour un joueur de champ : 76 matchs,,.